# 潘流玉
潘流玉（?—?），贵州安順人，明朝政治人物。
正德十六年（1521年）辛巳科進士，官知縣。